# Альперн, Даниил Евсеевич
Даниил Евсеевич Альперн (1884—1968) — украинский советский патофизиолог, член-корреспондент АН УССР (1939). Заслуженный деятель науки Украинской ССР (1947).

## Биография
Родился 15 декабря 1884 года[по какому календарю?] в Харькове, в семье землевладельца нескольких еврейских земледельческих колоний Овсея Даниелевича Альперна. В 1917 году окончил Императорский Харьковский университет; с 1919 года работал на кафедре патофизиологии Харьковского медицинского института и в 1929 году был назначен на должность заведующего кафедрой патологической физиологии этого института. Одновременно с этим руководил отделами патофизиологии Украинского психоневрологического института (1923—1954) и Украинского института экспериментальной медицины (1935—1941). Д. Е. Альперн был членом Ученого Совета МЗ СССР, членом редакции советов ряда медицинских журналов; во 2-м издании Большой Медицинской Энциклопедии — автор и редактор по разделу «Физиология». Д. Е. Альперн являлся почётным членом Международного антиревматического общества и Аргентинской противоревматической лиги.
Скончался 24 августа 1968 года в Харькове.

## Научная деятельность
Основные научные работы посвящены патофизиологии нервной системы и нейрогуморальной регуляции, вопросам патогенеза аллергических реакций. Им было установлено трофическое влияние нервной системы на проницаемость сосудов и тканей, роль медиаторов в нарушении рефлекторной деятельности нервной системы, в патогенезе воспаления и трофических язв (1928). Он показал роль химических факторов и нервного возбуждения в патогенезе ряда заболеваний, установил десенсибилизирующее и противовоспалительное действие экстрактов гипофиза (1935). в 1951 году установил, что в патогенезе воспаления (возникновении расстройств микроциркуляции, повышении проницаемости сосудов, эмиграции лейкоцитов и фагоцитозе) важную роль играют адениннуклеотиды и другие физиологически активные вещества.
Альперн создал многократно переиздававшийся учебник «Патологическая физиология», который издан в странах народной демократии, переведен на английский язык. Под его руководством выполнено 50 диссертационных работ, в том числе 12 докторских; его ученики возглавляют кафедры патофизиологии в медвузах и отделы в НИИ страны.

## Сочинения
- Материалы к патологии нижнего мозгового придатка, дисс., Харьков, 1921 год.
- Учение о лихорадке, Харьков, 1928 год.
- Вегетативная нервная система и обмен веществ, Харьков, 1931 год.
- Патологическая физиология, 1-е изд., М.—Л., 1938, 6-е изд., М., 1965 год.
- Химические факторы нервного возбуждения в организме человека, М., 1944 год.
- Воспаление, М., 1959 год.
- Холинергические процессы в патологии, М., 1963 год.
- Воспаление, Многотомное руководство по пат. физиол., под ред. Н. Н. Сиротинина, т. 2, с. 9, М., 1966 год.